# Millerville (Minnesota)
Pour les articles homonymes, voir Millerville.
Millerville est une ville américaine située dans le Comté de Douglas, dans le Minnesota. Selon le recensement de 2020, sa population est de 106 habitants.